# Санья (станция)
Санья — станция на острове Хайнань, соединяющая скоростную железную дорогу восточного кольца и западную кольцевую железную дорогу. Является самым южным железнодорожным вокзалом Китая, обслуживающим Санью.
Вокзал Санья является южным терминалом как высокоскоростной железной дороги восточного кольца Хайнаня, так и западной кольцевой железной дороги Хайнаня. Он расположен на северной окраине города Санья, примерно в 5 км к северу от центра города.
Трамвайная линия Саньи, открытая 10 октября 2020 года, соединяет вокзал с центром Саньи.

## История
Современный железнодорожный вокзал Саньи, расположенный на северной окраине, был открыт в апреле 2007 года. Ранее в 1950-х годах похожий железнодорожный вокзал находился по координатам 18°15′16″ с. ш. 109°29′49″ в. д..

## Услуги

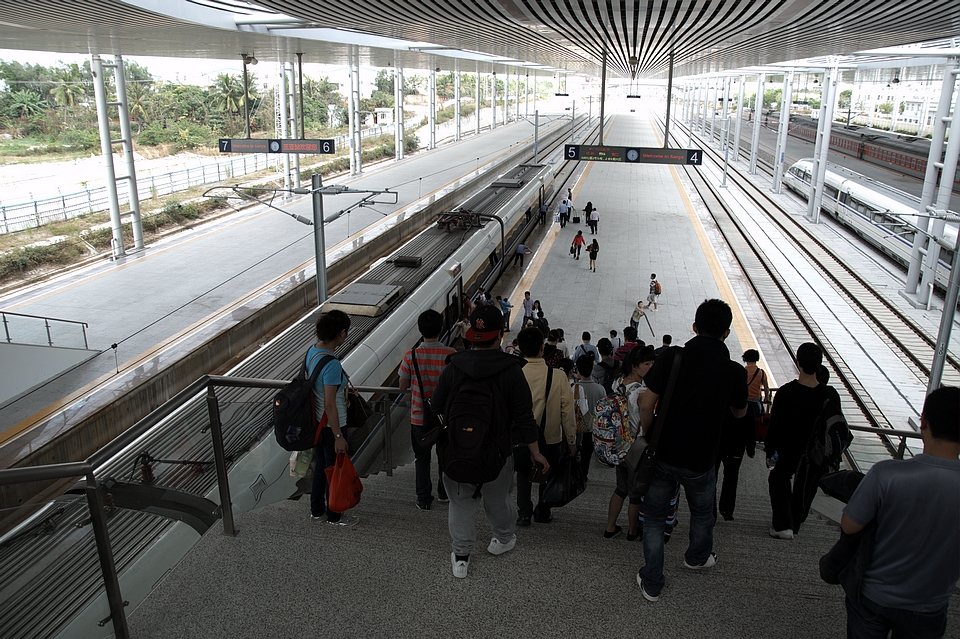
Платформа

По состоянию на 2012 год железнодорожный вокзал Санья функционирует в основном как южный (Sanya) терминал для электропоездов серии D (EMU) высокоскоростной железной дороги Восточного кольца Хайнаня, которые курсируют между Саньей и Хайкоу по довольно частому расписанию.
Кроме того, вокзал Санья является терминалом для «обычных» поездов, прибывающих в Санью из Хайкоу по Западной кольцевой железной дороге Хайнаня. Однако по состоянию на конец 2012 года таких поездов немного; фактически, сайты с расписаниями сообщают только об одном таком ежедневном поезде, T201 / T204 из Западного Пекина (через Хайнаньский паром и Хайкоу).
Железнодорожный вокзал Санья также является конечной станцией высокоскоростной железной дороги Западного кольца Хайнаня, таким образом, становясь точкой, где закрывается высокоскоростное железнодорожное кольцо вокруг острова. Короткий участок Западного скоростного кольца от железнодорожного вокзала Саньи до железнодорожной станции аэропорта Феникс в 10 км к западу был завершён первым, к концу 2014 года.